# Giichi Nishihara
Pour les articles homonymes, voir Nishihara.
Giichi Nishihara (西原 儀一, Nishihara Giich) (1929-2009) est un réalisateur, producteur, scénariste et acteur japonais plus connu pour ses films roses à faible budget réalisés pour les studios Aoi Eiga au cours des années 1960 et 1970. Il a été surnommé « le cinéaste le plus répugnant du Japon » et « le cinéaste culte des passionnés du film extrême ».

## Biographie et carrière

### Début de carrière
Nishihara est boxeur professionnel au cours des années qui suivent immédiatement la Seconde Guerre mondiale. Il entre dans l'industrie cinématographique comme acteur et tient le rôle d'un combattant dans Town Of The Iron Fist (Tekken No Machi) 1947), un film des studios Kadokawa Herald Pictures anciennement connus sous le nom de Daiei. Au début de sa carrière, outre Daiei, Nishihara travaille pour plusieurs studios dont Shochiku, Mainichi Television and NHK.

### Lesfilms roseset les studios Aoi Eiga
Le premier film renfermant des scènes de nudisme, le très controversé Flesh Market du réalisateur Satoru Kobayashi, paru en 1962, est interdit dès le lendemain par la censure pour « obscénité » et saisi par la police avant même sa projection dans les salles. Le film est,
malgré tout, un immense succès. Produit par une société indépendante avec un petit budget de 8 millions de yens (environ 60 200 €), il a rapporté 100 000 000 de yens (environ 753 000 €).
Avec le succès remporté par ce film, le film rose (pinku eiga), connu à l'époque sous le nom d'eroductions, était né. Les batailles juridiques du réalisateur Tetsuji Takechi avec le gouvernement au sujet de la censure de son film rose Black Snow (1965) portent à la connaissance du public ces productions indépendantes dotées d'un faible budget et ont aidé à promouvoir la production des films roses en grande quantité lors des 20 années suivantes.
Dans cette atmosphère du tout rose au milieu des années 1960, bien des studios se sont mis à produire ce genre de films pornographiques gentillets bon marchés et profitables. L'un de ces studios était Aoi Eiga dont certains disent qu'ils servait de paravent aux yakuzas d'Osaka. Nishihara est embauché en 1966 pour faire la réputation de la compagnie.

### Les années 1960
Tamaki Katori, la star de Flesh Market migre aux studios Aoi Eiga en 1966 et interprète plusieurs films écrits et réalisés par Nishihara. To aim at... (janvier 1967) est l'histoire d'un crime dans lequel Katori est la seule survivante d'un groupe de trois hommes qu'elle a combattu et avec lesquels elle a commis un important vol. Weeping affair (mars 1967) est un mélodrame relatant les rapports entre Katori, un homme mûr et sa fille.
Dans Indecent Relationship (mai 1967), Katori entretient financièrement son compagnon en travaillant dans un host bar. Lorsqu'elle découvre que la propriétaire du bar et son compagnon ont une aventure, elle cherche à se venger. Katori violée pendant une absence de son mari, se suicide de honte. Les Weisser jugent ce travail de débutant être « une idiotie du maître de l’infâme, Giishi Nishihara » . D'après l'encyclopédie du cinéma « Japanese Cinema Encyclopedia: The Sex Films », la grande différence entre Seduction of the Flesh (juillet 1976 et les autres « excès cinématographiques » de Nishimura réside dans le fait que Katori n'est pas violée une seule fois mais deux au cours des 72 minutes que dure le film.
Pink Telephone (août 1967) est, pour Nishihara et Tamaki, une incursion risquée et inhabituelle dans la comédie. Elle conte l'histoire d'un homme qui devient l'alcoolique numéro un du Japon.
Abnormal reaction: Ectasy (novembre 1967) est un film d'angoisse érotique dans lequel Katori tient le rôle de la maîtresse d'un homme qui a falsifié sa mort. Lorsque la soi-disant « veuve » découvre que son mari n'est pas réellement décédé, elle s'arrange pour empaler la maîtresse et l'amant avec un poteau pendant qu'ils sont au lit,. Japanese Cinema Encyclopedia: The Sex Films appelle cette œuvre « un projet de jeunesse quelque peu limité » du réalisateur et ajoute: « La violence est brève. Même les scènes de sexe sont guindées comparées aux travaux ultérieurs de Nishihara. »
Avec Ripped Virgin (1968) Katori, en élève du secondaire, découvre que son violeur n'est autre que son compagnon actuel. Weisser estime que ce film est « d'un raffinement surprenant » pour une réalisation de Nishihara.

### Les années 1970
Tamaki Katori, l'actrice préférée de Nishisara, quitte les studios Aoi Eiga vers la fin des années 1960 et se retire définitivement en 1972. Le réalisateur a produit avec elle d’innombrables films d'une bonne rentabilité mais qui n'ont pas toujours été couronnés de succès. Au début des années 1970, il travaille avec l'actrice Yuri Izumi et rejoint, dès ce moment, la tête du box office. D'après certaines sources japonaises, Izumi et Nishihara se seraient mariés.
Vers la fin de la décennie, Nishihara et Izumi commencent à produire des films pour l'important studio Shintōhō dont Please Rape Me Once More (avec l'actrice Izumi) et Grotesque Perverted Slaughter en 1976. Les Weisser font remarquer au sujet de ce dernier film que « c'est probablement le meilleur film du réalisateur Nishihara mais c'est comme de choisir entre la peste et le choléra. Ils sont tous mauvais,. ». Le critique d'Allmovie, Robert Firsching, abonde dans ce sens et qualifie le film de « film de Nishihara le plus habile car il focalise sur le suspense bien plus que dans ses films de viols nauséabonds. Les films qu'il a réalisés durant cette période sont remarquables par leur côté tortueux délivré dans un style terre à terre déconcertant ».
Un exemple de « scène répugnante » tournée par Nishihara au cours des années 1970 se trouve dans Abnormal Passion Case: Razor (1977). Reiko, l'héroïne de ce film, s'inquiète au sujet de son père récemment victime d'une crise cardiaque qui a failli lui être fatale pendant qu'ils avaient un rapport sexuel. Convaincue qu'il courait le risque d'une attaque si leurs relations sexuelles se poursuivaient, elle prend l'avis d'un avocat. Ce dernier lui suggère de se marier afin que son père cesse d'avoir des rapports avec elle puis viole Reiko. Le viol est interrompu par un appel téléphonique de la compagne de l'avocat qui lui annonce sa venue. N'ayant plus besoin de violer Reiko, il l'autorise à partir. Reiko persuade le juriste de prétendre qu'ils sont fiancés afin de convaincre son père qu'ils vont véritablement se marier. Ce dernier la croit et décède sur le champ d'un infarctus. Reiko tue alors l'avocat avec un couteau de boucher.

### Fin de carrière
Nashihara se retire du monde du spectacle en 1985. Résumant sa carrière, Firsching écrit: « Personne n'a jamais affirmé que Nishihara atait le réalisateur le plus subtil au monde mais au moins s'est-il arrangé pour conserver vivants des procédés de pocotille,. ».

## Filmographie partielle
| Titre du film,                                                                                         | Producteur | Parution         |
| --- | ---------- | ---------------- |
| Mad Passion Highway 激情のハイウェー                                                                   | Aoi Eiga   | août 1965        |
| To Aim At... 狙う Nerau                                                                                | Aoi Eiga   | 21 janvier 1967  |
| Weeping Affair 泣き濡れた情事 Nakinureta Joji                                                          | Aoi Eiga   | 28 mars 1967     |
| Indecent Relationship 乱れた関係 Midareta Kankei                                                       | Aoi Eiga   | 9 mai 1967       |
| Seduction of Flesh 肉体の誘惑 Nikutai No Yuwaku                                                        | Aoi Eiga   | 11 juillet 1967  |
| Pink Telephone 桃色電話 Momoiro Denwa                                                                  | Aoi Eiga   | 26 août 1967     |
| Abnormal Reaction: Ecstasy 異常な反応 悶絶 Ijo Na Hanno: Monzetsu                                      | Aoi Eiga   | 21 novembre 1967 |
| Female Trap 牝罠 Mesuwana                                                                              | Aoi Eiga   | décembre 1967    |
| Ripped Virgin 引裂かれた処女 Hikisakareta Shojo                                                        | Aoi Eiga   | août 1968        |
| Betrayal of Affairs 裏切の色事 Uragiri no Irogoto                                                      | Aoi Eiga   | décembre 1968    |
| Ghost Story of Sex 性の怪談 Sei No Kaidan                                                              |            | 1972             |
| Grotesque Perverted Slaughter aka Present-Day Bizarre Sex Crime 現代猟奇性犯罪 Gendai Ryoki Sei Hanzai | Shintoho   | août 1976        |
| Abnormal Passion Case: Razor 異常情痴事件:剃刀 Ijojochi Jiken: Kamisori                                |            | 1977             |
| Please Rape Me Once More もう一度襲る！ Mou Ichido Yaru                                                | Shintoho   | janvier 1979     |

## Sources
- (en) Cet article est partiellement ou en totalité issu de l’article de Wikipédia en anglais intitulé « Giichi Nishihara » (voir la liste des auteurs).
- « (en) Giichi Nishihara », [http:/:www.allmovie. com Allmovie] (consulté le 1er juillet 2007);
- (en) Toshio Maruo « Giichi Nishihara », The Complete Index to World Film (consulté le 1er juillet 2007);
- « Giichi Nishihara » (présentation), sur l'Internet Movie Database;
- « (ja) 西原儀一 (Nishihara Giichi) », Japanese Movie Database (consulté le 1er juillet 2007);
- (ja) Nishihara Giichi, やくざ監督　東京進出 (Yakuza Director: Advance on Tokyo), 2002, éditeur: Wise Publications (ISBN 4-898301-31-2) (autobiographie de Nishihara);
- (en) Japanese Cinema Encyclopedia: The Sex Films, Miami, Vital Books : Asian Cult Cinema Publications, 1998 (ISBN 1-889288-52-7) : L'imaginaire érotique au Japon